# Anna Pávlova (gimnasta)
Anna Anatólievna Pávlova (en ruso: А́нна Анато́льевна Па́влова, Oréjovo-Zúyevo, Rusia, 6 de septiembre de 1987) es una gimnasta artística rusa nacionalizada azerí quien, representando a Rusia, ha logrado ser doble medallista de bronce en 2004 en las pruebas de salto de potro y concurso por equipos. 
Es bien conocida por su estilo de ballet y técnica limpia. Está entrenada por su madre Natalia Yevguénievna Pávlova. Se retiró en 2015 en la edad de 28 años, luego de una lesión.

## Carrera

### 2000–2002
Pávlova primero emergido en la escena de gimnasia internacional en 2000, ganó una medalla de oro en las barras asimétricas en el Campeonatos juvenil europeo. A pesar de que era demasiado joven para competir como sénior en los Campeonatos Mundiales en 2001,  esta es dejada para participar en los "Goodwill Games", donde gana una medalla de plata en la viga de equilibrio. En 2001 Pávlova ganó la el concurso nacional júnior femenino, el cual era su más grande acontecimiento de su carrera. En 2002, todavía demasiado joven de competir internacionalmente como sénior, Pávlova ganó los Campeonatos Nacionales rusos y cogió cuatro medallas, incluyendo equipo, bóveda y all-around oro, en el campeonato júnior europeo.

### 2003
Pávlova compitió en el Campeonato Mundial de Gimnasia del 2003 durante su primer año como gimnasta sénior, donde el equipo ruso acabó sexto. Pávlova no ganó una medalla individual;  aunque calificó para el all-around y finales de piso, pero las equivocaciones impidieron colocarse entre las posiciones del podio.

### 2004
En 2004, Pávlova compitió en la competición de equipo del Campeonato Europeo. Cayó de las barras asimétricas, el cual era un favorito para ganar, y no calificó para el all-around. Después, ese mismo año, Pávlova reclamó el título nacional ruso e hizo el equipo Olímpico ruso.
En la olimpiada de Verano de 2004 en Grecia de Atenas, Pávlova produjo posiblemente su rendimiento mejor hasta la fecha. El equipo ruso luchó a su manera al podio de medalla, acabando tercero detrás Rumanía y los Estados Unidos. En el individual all-around, Pávlova se coloca cuarta y perdió la medalla de bronce por una fracción 0.025 a la China Zhang Nan. Todavía, Pávlova volvió para ganar una medalla de bronce individual en la bóveda durante el evento final, faltando poco por la plata, mientras una equivocación en finales de viga le costó una medalla y acabó cuarta detrás de la rumana Alexandra Eremia. Su música de piso en la olimpiada era "Invierno" por Bond.

### 2005–2006
Pávlova Es uno del pocos gimnastas rusos del  Equipo Olímpico del 2004 quién optó para continuar compitiendo, ganando plata  en el all-around de los Campeonatos europeos del 2005. Ella también compitió en los Campeonatos Mundiales de 2005 en Melbourne, Australia, donde calificó para la final de all-around, así como en la bóveda y finales de aparato de la Viga. Al año siguiente, Pávlova compitió en los Campeonatos mundiales de 2006, donde ganó una medalla de bronce con el equipo ruso. Ella una vez más calificó en el all-around, bóveda y finales de Viga.

### 2008
Ella es nombrada al Equipo Olímpico ruso para los Juegos Olímpicos de Verano 2008. El 10 de agosto de 2008, en la ronda preliminar,  actuó su rutina de piso "Éxodus" por Maksim. Calificó quinta para el all-around  final en Beijing, y también hizo la final de la Bóveda, Viga y evento de piso de piso, en la Final de Equipo, Rusia acabó cuarto, dejando a Rumania pasar para conseguir el bronce. En la Final de Bóveda, en su segunda bóveda,  puntuó  un 0 de puntuación, debido a un descuido, donde empezó su bóveda antes de la luz verde estuvo encendida. En la Final de Piso, ella estaba todavía inestable después de su puntuación de cero en Bóveda, y no actuó bien. Dos días más tarde,  actuó mejor en la final de Viga del Equilibrio, acabado 4.º, 0.050 detrás de la China Cheng Fei.

En noviembre de 2008, Pávlova se desgarró dos ligamentos en la rodilla durante su salida de la viga en el DTB acontecimiento de Taza Mundial en Stuttgart. Se requirió cirugía para volver a unir los ligamentos. Pávlova dijo a un sitio web deportivo ruso:

"Espero, por supuesto, que pueda volver a la gimnasia, pero todavía no tengo plena confianza en eso".

Antes de su lesión, Pávlova fue capaz de colocar tercero en la bóveda de Stuttgart. En el momento de la lesión, Pávlova ocupó el tercer lugar en el mundo en viga y bóveda.

### 2009–2010
En agosto de 2009, Pávlova reanudando su formación. Al final de septiembre,  empezó competir en el nivel local. Participó en el "All Rusia Dinamo competition" y consiguió un oro ganado en las barras asimétricas y bronce en la viga de equilibrio. Después de haber competido en varias competiciones locales, su primer gran encuentro fue programado para ser el  "2009 Voronin Memorial" que tuvo lugar pocos días después de la pérdida de su padre. Como resultado,  tuvo que retirarse.
Pávlova apareció en el "2010 Russian Nationals" en marzo con una rodilla fuertemente vendada. A pesar de que no compitió en rutinas de dificultad completa, colocó un respetable décimo lugar en el all-around, ganó la medalla de oro con su equipo, el Distrito Federal Central, y publicó la puntuación más alta en bóveda para calificar para el evento final, donde terminó 5.º.

### 2011
En 2011, Pávlova compitió en la Copa Trnava 2011, terminando segunda detrás de la rumana Larisa Iordiache. Más tarde ese año, ella compitió en la Copa de Voronin, terminando la 5.ª en el all-around. Ella terminó tercera en la final de bóveda, a pesar de una caída en su segunda bóveda, una disposición Podkopayeva (Yurchenko 1/2 vuelta, somersault del frente del esquema 1/2). Más tarde ese día, terminó tercero de nuevo en la viga, a pesar de una caída cercana en su desmontaje de 2,5 giros.

### Cambio de nacionalidad
Pávlova Empezó para competir para Azerbaiyán en noviembre de 2013, diciendo que la gimnasia rusa no dio su alcance suficiente. Explica que siempre haya sido interesada en competición internacional, y la gimnasia rusa no le dio las oportunidades que quería. La razón para este era que los entrenadores nacionales rusos no la habían seleccionado para cualquier  evento importante internacional tras conocer su cirugía de rodilla al final de 2008. Algunos especularon que esto era porque los selectores rusos no habían perdonado su descuido en las olimpiadas de 2008, el cual resultó en una puntuación de cero.
Es también posible que la política puede haber venido a él. Pávlova declaró que "su oposición vocal a las decisiones políticas" puede haber ido contra suya.

### 2014
Pávlova estuvo seleccionado para competir en los campeonatos de Gimnasia Artística de  2014 femenino europeo junto con otra anterior gimnasta rusa, Yulia Inshina. Calificando segundo a las finales de bóveda detrás Giulia Steingruber con una puntuación de 14.516. En las finales de bóveda,  puntuó un 14.583 con el cual ganó la medalla de plata. Esto era su primera medalla en un importante internacional que se conoce desde 2008 y la primera medalla que ganó compitiendo para Azerbaiyán. Esta fue también la primera medalla de Azerbaiyán en el Campeonato Europeo de Gimnasia.

### 2015: Jubilación
El 15 de diciembre de 2015, anunciaron que Pávlova se retiraría de gimnasia de élite. Ha expresado deseo de continuar en el deporte, como entrenador de gimnastas con su madre.

## Música de piso
- 2008-2010: "Éxodus" por Maksim Mrvica
- 2006-2007: "Juno and Avos" por Alekséi Rybnikov
- 2006: "Allegretto" por Vínculo
- 2004-2005: "Wintersun" por Vínculo
- 2003: "Korobushka" por Vínculo
- 2000: "Smuglyanka" por Shvedov

## Historia competitiva

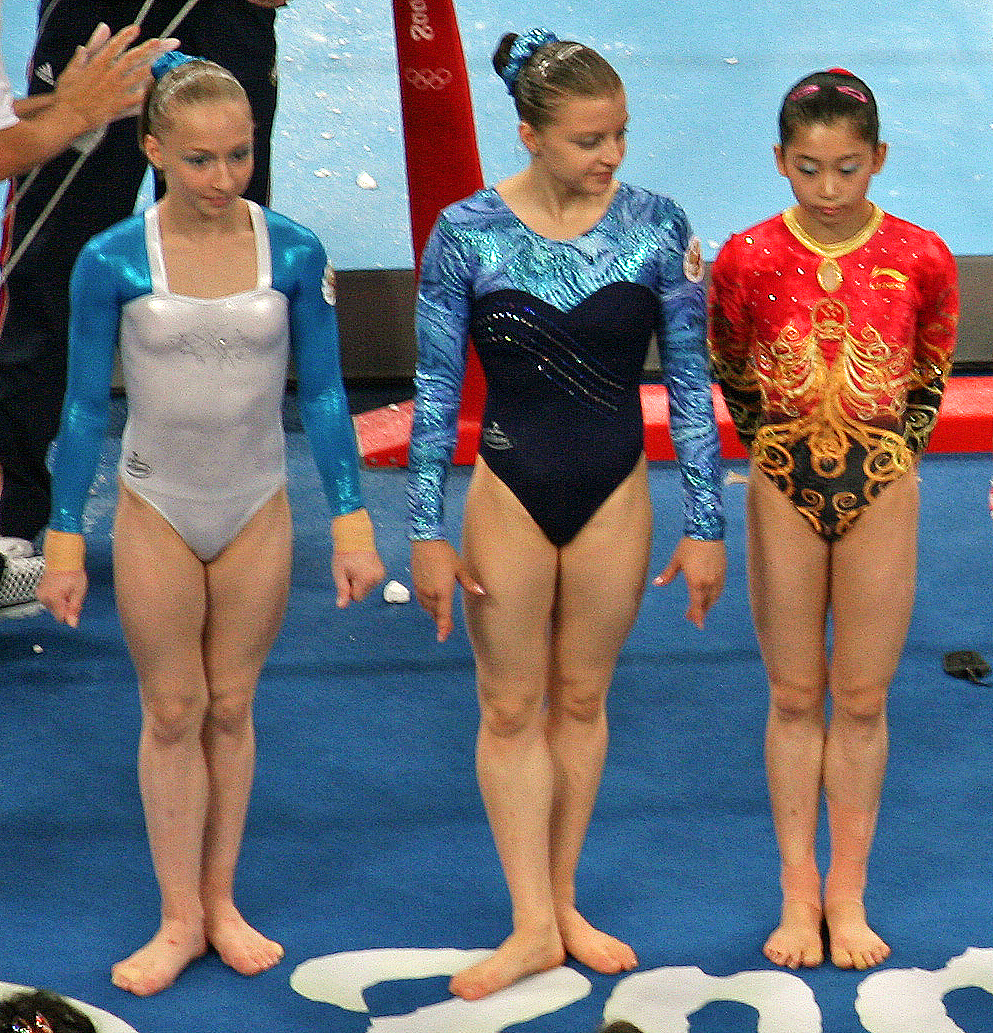
Pávlova (centro) en las olimpiadas en Beijing 2008.

| Año  | Acontecimiento                             | Equipo | AA   | VT  | UB  | BB  | FX  |
| ---- | ------------------------------------------ | ------ | ---- | --- | --- | --- | --- |
| 2003 | Campeonatos de Gimnasia de Equipo europeos | 1.º    |      |     |     |     |     |
| 2003 | Campeonatos mundiales                      | 6.º    | 10.º | 5.º | 7.º |     |     |
| 2004 | Campeonatos europeos                       | 3.º    | 2.º  |     |     |     |     |
| 2004 | Olimpiadas                                 | 3.º    | 4.º  | 3.º | 4.º |     |     |
| 2004 | Final de Taza mundial                      | 3.º    | 8.º  |     |     |     |     |
| 2005 | Campeonatos europeos                       | 2.º    | 2.º  | 3.º |     |     |     |
| 2005 | Campeonatos mundiales                      | 7.º    | 5.º  | 6.º |     |     |     |
| 2006 | Campeonatos mundiales                      | 3.º    | 19.º | 5.º | 4.º |     |     |
| 2006 | Final de Taza mundial                      | 4.º    | 4.º  |     |     |     |     |
| 2008 | Campeonatos europeos                       | 2.º    |      |     |     |     |     |
| 2008 | Olimpiadas                                 | 4.º    | 7.º  | 8.º | 4.º | 8.º |     |
| 2011 | Campeonatos nacionales                     | 2.º    | 2.º  | 6.º | 6.º | 6.º |     |
| 2011 | Taza rusa                                  | 8.º    | 1.º  |     |     |     |     |
| 2012 | Campeonatos nacionales                     | 2.º    | 5.º  | 1.º | 6.º | 8.º |     |
| 2012 | Taza rusa                                  | 5.º    | 5.º  | 1.º | 5.º | 5.º |     |
| 2013 | Campeonatos nacionales                     | 1.º    | 7.º  | 3.º | 5.º | 4.º |     |
| 2013 | Festival de gimnasio Trnava                | 2.º    | 2.º  | 3.º | 3.º | 1.º |     |
| 2013 | Taza rusa                                  | 3.º    | 3.º  | 8.º | 2.º | 4.º |     |
| 2013 | Voronin Taza                               | 2.º    | 2.º  | 1.º | 2.º | 3.º | 3.º |
| 2014 | Ljubljana Taza mundial                     | 1.º    | 4.º  |     |     |     |     |
| 2014 | Campeonatos europeos                       | 2.º    |      |     |     |     |     |
| 2014 | Festival de gimnasio Trnava                | 1.º    | 1.º  | 3.º | 1.º | 4.º |     |
| 2014 | Internacional Bosphorus Torneo             | 1.º    | 1.º  | 1.º | 1.º |     |     |
| 2014 | Campeonatos mundiales                      |        |      |     |     |     |     |
| 2014 | Voronin Taza                               | 4.º    | 3.º  | 3.º | 3.º | 2.º | 3.º |

- Competidor para Azerbaiyán

| 2014 | Campeonatos mundiales | Nanning | Equipo             | 30  | 196.328 |   |        |
| 2014 | Campeonatos mundiales | Nanning | Todo-Alrededor     | 70  | 51.098  |   |        |
| 2014 | Campeonatos mundiales | Nanning | Bóveda             | 27  | 12.699  |   |        |
| 2014 | Campeonatos mundiales | Nanning | Barras desiguales  | 82  | 12.933  |   |        |
| 2014 | Campeonatos mundiales | Nanning | Viga de equilibrio | 123 | 12.166  |   |        |
| 2014 | Campeonatos mundiales | Nanning | Ejercicio de piso  | 48  | 13.166  |   |        |
| 2014 | Campeonatos europeos  | Sofía   | Equipo             | 16  | 147.729 |   |        |
| 2014 | Campeonatos europeos  | Sofía   | Bóveda             | 2   | 14.583  | 2 | 14.516 |
| 2014 | Campeonatos europeos  | Sofía   | Barras desiguales  | 41  | 12.800  |   |        |
| 2014 | Campeonatos europeos  | Sofía   | Viga de equilibrio | 39  | 12.566  |   |        |
| 2014 | Campeonatos europeos  | Sofía   | Ejercicio de piso  | 40  | 12.733  |   |        |

| Año  | Descripción de competición | Ubicación        | Aparato            | Rango-Final | Puntuación-Final | Que Cualifica rango | Que Cualifica puntuación |
| ---- | -------------------------- | ---------------- | ------------------ | ----------- | ---------------- | ------------------- | ------------------------ |
| 2008 | Olimpiadas                 | Beijing          | Equipo             | 4           | 180.625          | 3                   | 244.400                  |
| 2008 | Olimpiadas                 | Beijing          | Todo-Alrededor     | 7           | 60.825           | 5                   | 60.900                   |
| 2008 | Olimpiadas                 | Beijing          | Bóveda             | 8           | 7.812            | 5                   | 15.275                   |
| 2008 | Olimpiadas                 | Beijing          | Barras desiguales  | 35          | 14.600           |                     |                          |
| 2008 | Olimpiadas                 | Beijing          | Viga de equilibrio | 4           | 15.900           | 6                   | 15.825                   |
| 2008 | Olimpiadas                 | Beijing          | Ejercicio de piso  | 8           | 14.125           | 7                   | 15.125                   |
| 2008 | Campeonatos europeos       | Clermont-Ferrand | Equipo             | 2           | 179.475          | 2                   | 176.425                  |
| 2008 | Campeonatos europeos       | Clermont-Ferrand | Bóveda             | 5           | 14.337           | 3                   | 14.712                   |
| 2008 | Campeonatos europeos       | Clermont-Ferrand | Viga de equilibrio | 13          | 14.750           |                     |                          |
| 2008 | Campeonatos europeos       | Clermont-Ferrand | Ejercicio de piso  | 5           | 14.875           | 7                   | 14.875                   |
| 2006 | Final de Taza mundial      | São Paulo        | Bóveda             | 4           | 14.725           |                     |                          |
| 2006 | Final de Taza mundial      | São Paulo        | Viga de equilibrio | 4           | 15.150           |                     |                          |
| 2006 | Campeonatos mundiales      | Aarhus           | Equipo             | 3           | 177.325          | 4                   | 234.800                  |
| 2006 | Campeonatos mundiales      | Aarhus           | Todo-Alrededor     | 19          | 57.625           | 15                  | 58.425                   |
| 2006 | Campeonatos mundiales      | Aarhus           | Bóveda             | 5           | 14.975           | 7                   | 14.700                   |
| 2006 | Campeonatos mundiales      | Aarhus           | Barras desiguales  | 36          | 14.350           |                     |                          |
| 2006 | Campeonatos mundiales      | Aarhus           | Viga de equilibrio | 4           | 15.275           | 5                   | 15.525                   |
| 2006 | Campeonatos mundiales      | Aarhus           | Ejercicio de piso  | 69          | 13.700           |                     |                          |
| 2005 | Campeonatos mundiales      | Melbourne        | Todo-Alrededor     | 7           | 36.387           | 8                   | 36.174                   |
| 2005 | Campeonatos mundiales      | Melbourne        | Bóveda             | 5           | 9.237            | 5                   | 9.312                    |
| 2005 | Campeonatos mundiales      | Melbourne        | Barras desiguales  | 47          | 8.362            |                     |                          |
| 2005 | Campeonatos mundiales      | Melbourne        | Viga de equilibrio | 6           | 8.762            | 4                   | 9.350                    |
| 2005 | Campeonatos mundiales      | Melbourne        | Ejercicio de piso  | 14          | 9.125            |                     |                          |
| 2005 | Campeonatos europeos       | Debrecen         | Todo-Alrededor     | 2           | 37.074           | 8                   | 35.586                   |
| 2005 | Campeonatos europeos       | Debrecen         | Bóveda             | 2           | 9.312            | 1                   | 9.356                    |
| 2005 | Campeonatos europeos       | Debrecen         | Barras desiguales  | 38          | 8.312            |                     |                          |
| 2005 | Campeonatos europeos       | Debrecen         | Viga de equilibrio | 3           | 9.325            | 2                   | 9.287                    |
| 2005 | Campeonatos europeos       | Debrecen         | Ejercicio de piso  | 14          | 8.600            |                     |                          |
| 2004 | Final de Taza mundial      | Birmingham       | Bóveda             | 3           | 9.418            |                     |                          |
| 2004 | Final de Taza mundial      | Birmingham       | Viga de equilibrio | 8           | 8.850            |                     |                          |
| 2004 | Olimpiadas                 | Atenas           | Equipo             | 3           | 113.235          | 4                   | 149.420                  |
| 2004 | Olimpiadas                 | Atenas           | Todo-Alrededor     | 4           | 38.024           | 7                   | 37.711                   |
| 2004 | Olimpiadas                 | Atenas           | Bóveda             | 3           | 9.475            | 5                   | 9.437                    |
| 2004 | Olimpiadas                 | Atenas           | Barras desiguales  | 46          | 9.237            |                     |                          |
| 2004 | Olimpiadas                 | Atenas           | Viga de equilibrio | 4           | 9.587            | 4                   | 9.637                    |
| 2004 | Olimpiadas                 | Atenas           | Ejercicio de piso  | 19          | 9.400            |                     |                          |
| 2004 | Campeonatos europeos       | Ámsterdam        | Equipo             | 3           | 110.423          |                     |                          |
| 2004 | Campeonatos europeos       | Ámsterdam        | Todo-Alrededor     | 11          | 35.875           |                     |                          |
| 2004 | Campeonatos europeos       | Ámsterdam        | Bóveda             | 2           | 9.381            | 3                   | 9.450                    |
| 2004 | Campeonatos europeos       | Ámsterdam        | Barras desiguales  | 50          | 8.225            |                     |                          |
| 2004 | Campeonatos europeos       | Ámsterdam        | Viga de equilibrio | 12          | 8.950            |                     |                          |
| 2004 | Campeonatos europeos       | Ámsterdam        | Ejercicio de piso  | 9           | 9.200            |                     |                          |
| 2003 | Campeonatos mundiales      | Anaheim          | Equipo             | 6           | 108.985          | 5                   | 145.572                  |
| 2003 | Campeonatos mundiales      | Anaheim          | Todo-Alrededor     | 10          | 36.736           | 6                   | 36.812                   |
| 2003 | Campeonatos mundiales      | Anaheim          | Bóveda             | 5           | 9.356            | 3                   | 9.431                    |
| 2003 | Campeonatos mundiales      | Anaheim          | Barras desiguales  | 76          | 8.712            |                     |                          |
| 2003 | Campeonatos mundiales      | Anaheim          | Viga de equilibrio | 13          | 9.325            |                     |                          |
| 2003 | Campeonatos mundiales      | Anaheim          | Ejercicio de piso  | 7           | 9.237            | 8                   | 9.350                    |